# Alberndorf im Pulkautal
Alberndorf im Pulkautal je obec v rakouské spolkové zemi Dolní Rakousy, v okrese Hollabrunn. Území obce sousedí s Českou republikou. Žije zde 744 obyvatel.

## Politika
Zastupitelstvo má 15 členů.

### Starostové
- do roku 2015 Johann Neubauer (HLA)
- od roku 2015 Christian Hartmann (ÖVP)